# John A. Schweitzer
John A. Schweitzer, ARC, SAO, est un artiste canadien réputé pour ses collages multimédias incorporant du texte. Il s'est vu décerner la Médaille du jubilé d'or de la reine Élisabeth II en 2002, la première place à l'exposition internationale Schrift und Bild in der modernen Kunst en 2005 et un doctorat honorifique en droit de l'Université de Western Ontario en 2011. Il a été élu à l'Académie royale des arts du Canada (ARC) en 2003 et à la Société des artistes de l'Ontario (SAO) en 2006. Ses œuvres se trouvent dans les collections de nombreux musées : Musée des beaux-arts du Canada (Ottawa, ON), Musée canadien de l'histoire (Gatineau, QC), Musée des beaux-arts de l'Ontario (Toronto, ON), Musée national des beaux-arts du Québec (Québec, QC), Musée d'art contemporain de Montréal, Musée des beaux-arts de Montréal, Musée Glenbow (Calgary, AB), Musée des beaux-arts de Winnipeg, Galerie d'art Beaverbrook (Fredericton, NB), galerie d'art The Rooms (St. John's, NL) et le National September 11 Memorial & Museum (New York).
Schweitzer n'a cessé d'explorer divers médias, notamment la peinture, la sculpture, la photographie, l'installation et l'art de la performance avant de faire du collage son médium de prédilection en 1991. Son œuvre foisonne de référents littéraires, artistiques et architecturaux proposés sous de nombreuses formes : « ... papiers colorés, affiches déchirées, fragments de journaux, enveloppes, autocollants, timbres-poste, boîtes de carton, sacs de grands magasins, paille, morceaux de métal, tessons de poterie et autres objets trouvés. » Conçus en séries thématiques, les sujets abordés par Schweitzer couvrent un vaste spectre allant de L'Énéide de Virgile dans Sunt Lacrimae Rerum (1991) au terrorisme du 11-Septembre dans Fresh Kills: XXIV Elegies (2003). Inspiré par le peintre expressionniste abstrait Robert Motherwell et les écrivains T.S. Eliot, Proust et Goethe, Schweitzer utilise volontiers des objets éphémères pour « instiller ou titiller... une curiosité intellectuelle... ainsi que pour aiguiser et rehausser la littératie visuelle ». Le critique d'art John K. Grande a décrit comme étant « subtilement énigmatiques ces éléments narratifs autobiographiques de son œuvre faisant allusion, en mode ludique et spirituel, à l'histoire, au temps, à la vie ».

## Carrière
John Andrew Schweitzer est né en 1952 à Simcoe (Ontario) et a grandi dans la communauté rurale de Delhi (Ontario). Désirant devenir écrivain, il s'est inscrit à l'Université de Western Ontario en 1971. Cependant, à la suite d'un cours d'été en histoire de l'art, il a étudié la peinture auprès de Paterson Ewen, ce qui lui a permis d'obtenir une médaille d'or en arts visuels et un baccalauréat ès arts, Honours arts visuels, en 1974. Il a poursuivi ses études à Toronto sous la direction des artistes multidisciplinaires Tim Whiten et Vera Frenkel à l'Université York, pour obtenir un diplôme de maîtrise en beaux-arts en 1978. Par la suite, Schweitzer a vécu à New York, où il a joué dans le film Signs of a Plot de Vera Frenkel, présenté au Musée d'art moderne (New York), puis à Zurich. En tant qu'artiste et marchand d'art, il a voyagé fréquemment en Europe et en Amérique au début des années 1980. En 1984, The New Museum de New York a exposé ses œuvres, ce qui lui valut l'honneur du Troisième Prix de la conservatrice Marcia Tucker. La même année, il déménageait à Montréal et ouvrait sa galerie d'art contemporain, la Galerie John A. Schweitzer.
En tant que galeriste, Schweitzer a stimulé la communauté artistique montréalaise avec « des expositions donnant matière à réflexion et un programme d'événements sociaux bien animés ». Alors qu'il était connu que des artistes aussi célèbres que Louis Comtois et Robert Mapplethorpe étaient porteurs du VIH, il a organisé en 1986 la première vente aux enchères bénéfice au Canada pour venir en aide à la recherche sur le sida, avant de mettre sur pied en 1994 la Fondation John A. Schweitzer. En 1997, Schweitzer a exposé ses œuvres en tant qu'artiste au Museum of Contemporary Art, Los Angeles, avant de s'affilier, en 1998, à la Kootz Gallery, New York, qui représentait alors Robert Motherwell, Hans Hofmann et Conrad Marca-Relli. Il a ensuite présenté une série d'expositions individuelles, entre autres au Goethe Institute à Toronto, à l'Université de Western Ontario à London, ainsi qu'au Centre des arts visuels et à la Galerie Christiane Chassay à Montréal, ce qui lui a permis d'établir sa réputation comme collagiste,. Il a également continué à publier des articles et des essais à titre de critique ou de théoricien de l'art. En 2001, il a été nommé professeur adjoint à l'École d'architecture de l'Université McGill. Afin de se consacrer davantage à sa création artistique, il a fermé la Galerie John A. Schweitzer en 2004. La même année, en tant que représentant du Canada, Schweitzer a vu ses œuvres exposées auprès de celles de Jenny Holzer, de Roni Horn, de Julian Schnabel et de Lawrence Weiner dans le cadre de Schrift und Bild in der modernen Kunst (Hanovre, Allemagne), où il a obtenu le Premier Prix (Erster Stelle). Il s'est également vu confier des commandes d'art public par l'Hôpital général de Montréal, la Bibliothèque publique juive, Astral Media, à Montréal, Baycrest Health Sciences, Sunnybrook Health Sciences Centre, Mount Sinai Hospital et North York General Hospital à Toronto, de même qu'au Paul Davenport Theatre à London, en Ontario. En 2014, Schweitzer a fait don de sa série Fresh Kills: Elegy XXIV au National September 11 Memorial & Museum à New York, où il était représenté par Nasser & Co., également porte-étendard des œuvres de Picasso, Warhol et Basquiat. La même année, une exposition individuelle lui a été consacrée par l'Université de Western Ontario pour célébrer le 40e anniversaire de l'obtention de son diplôme.

## Collections
Les œuvres de Schweitzer sont présentes dans un grand nombre de collections publiques, notamment : Musée des beaux-arts du Canada (Ottawa, ON), Bibliothèque et Archives Canada (Ottawa, ON), Musée canadien de l'histoire (Gatineau, QC), Musée canadien pour les droits de la personne (Winnipeg, MB), Textile Museum of Canada (Toronto, ON), Musée des beaux-arts de l'Ontario (Toronto, ON), Musée national des beaux-arts du Québec (Québec, QC), Musée d'art contemporain de Montréal, Musée des beaux-arts de Montréal, Musée McCord (Montréal, QC), Musée Glenbow (Calgary, AB), Musée des beaux-arts de Winnipeg (Winnipeg, MB), Galerie d'art Beaverbrook (Fredericton, NB) et galerie d'art The Rooms (St. John's, NL). À l'échelle internationale, ses œuvres figurent dans les collections du National September 11 Memorial & Museum (New York), du Stonewall Library and Archives (Fort Lauderdale, FL) et du World Erotic Art Museum Miami.[18] Ses œuvres sont amplement représentées dans les collections de l'Université de Western Ontario (London, ON), de l'Université York (Toronto, ON), de l'Université de Montréal et de l'Université McGill (Montréal, QC).

## Distinction
Dès la fin des années 1990, Schweitzer était reconnu à la fois pour son style graphique et son traitement de thèmes complexes. Le conservateur Ricardo L. Castro a décrit le leitmotiv en « L » caractéristique de Schweitzer, où les verticales et les horizontales représentent un croisement d'influences occidentales et orientales, et où la primauté de l'image sur le texte reflète le paragone de la Renaissance. Castro a également associé le recours de Schweitzer à des références littéraires à celui de Robert Motherwell, son utilisation du texte à celle de Jasper Johns, sa palette chromatique à celle de Hans Hofmann et son pouvoir évocateur à celui de Cy Twombly. Dans la revue Parachute, le critique d'art John Stracuzza a identifié « une sprezzatura évidente – une rigoureuse maîtrise de la technique non dénuée de désinvolture spontanée – dans son œuvre ». Dans la revue d'art ETC, Melanie Reinblatt a décrit l'utilisation d'objets trouvés chez Schweitzer comme étant à la fois littérale et associative : « Dans son œuvre, chaque fragment de collage est porteur de sens, et [lorsque] rapproché d'un autre fragment, il changera de signification à divers degrés. » Pour Monique Brunet-Weinmann, critique à Vie des arts, ses œuvres présentent un défi à toute lecture au premier niveau : « Elles ont le mérite de contester l'écrémage de la signification opéré par les formalistes, de remettre en cause, non pas la modernité et l'histoire, mais la conception moderniste de l'histoire moderne. » En 2005, le critique d'art Henry Lehmann du journal The Gazette a écrit : « Schweitzer s’impose comme l’un des talents les plus originaux du Canada, un maître suprême de la contradiction, de l’illusion et de la désillusion. »
En reconnaissance de sa création artistique, Schweitzer s'est vu décerner en 2002 la Médaille du jubilé d'or de la reine Élisabeth II et a été intronisé au sein de l'Académie royale des arts du Canada en 2003 et accueilli, en 2006, dans la Société des artistes de l'Ontario. Ses œuvres font partie de la collection du Gouvernement de l'Ontario, ayant même été exposées dans le bureau du premier ministre en 2013. Également reconnu pour son soutien financier des arts, Schweitzer a mérité l'honneur de recevoir des mains de la gouverneure générale Adrienne Clarkson, en 2005, une citation nationale pour sa philanthropie. En reconnaissance de sa constante bienfaisance au fil des ans envers son alma mater, l'Université de Western Ontario lui a décerné en 2003 le prix Purple and White et inauguré l'année suivante la Galerie John A. Schweitzer. En 2011, elle lui a conféré un doctorat honorifique en droit, en arts et en lettres (LLD). Les archives des Fonds John A. Schweitzer se trouvent à la fois à l'Université de Western Ontario et à l'Université McGill.

## Contribution
Pluraliste par excellence, Schweitzer a contribué à rehausser le profil de l'art contemporain et du collage au Canada. À titre de directeur de la Galerie John A. Schweitzer, il a monté les premières expositions individuelles, au Canada, des photographes Robert Mapplethorpe en 1984 et Duane Michals en 1989, et exposé les collages de Robert Motherwell et de David Hockney, de même que des œuvres de Frank Gehry, de Francis Bacon, de Lucian Freud, de Hans Hofmann, d'Andy Warhol, de Helen Frankenthaler, de Keith Haring et de Gerhard Richter. Comme conservateur invité, Schweitzer a signé des textes critiques pour les expositions Lise Gervais : Trente ans, 1953-1983 à la Galerie d'art Foreman, à l'Université Bishop (Lennoxville, QC) en 1983, Fritz Brandtner : une exposition du centenaire, 1896-1996 à la Galerie Kastel (Montréal, QC) en 1996, Œuvres américaines sur papier : de Berthot à Warhol, Galerie d’Avignon (Montréal, QC) en 1998, les expositions L’Esprit Art Déco et Cocteau : peintre et poète tenues au Club universitaire de Montréal en 2004, de même que l'exposition Québec sur papier : Sélection de membres du Québec de L'Académie royale des arts du Canada présentée en 2006 à la John B. Aird Gallery (Toronto, ON). En tant que collectionneur d'art, Schweitzer a assumé, en 2003, les fonctions de commissaire de l'exposition de sa propre collection Du collage : L'Artiste comme collectionneur à la galerie Stewart Hall (Montréal, QC), de même que de l'exposition, en 2008, marquant le centenaire du collage, Liaisons aiguës, à l'École d'architecture de l'Université McGill (Montréal, QC). Critique d'art et expert, Schweitzer a siégé aux jurys pour le Prix Louis-Comtois en 1991 (Association des galeries d’art contemporain de Montréal), en 2002-2005 pour les Prix orange et citron (Sauvons Montréal), en 2004, pour le concours de sélection de l'emblème (Regroupement des artistes canadiens hongrois, Montréal, QC) et en 2006 pour l'exposition annuelle d'art de l'Institut Thomas More, Montréal, QC. Schweitzer a également participé à des comités d'acquisition d'œuvres d'art pour la Fondation de l'hôpital Maimonides (Montréal, QC), UNICEF Québec (Montréal, QC) en 1995-2004, l'Université de Montréal en 1999-2002 et le Sunnybrook Health Sciences Centre (Toronto, ON) en 2009-2010. En 2014, Schweitzer a également commencé à servir de conseiller en art canadien et international pour les maisons d'enchères Sotheby’s Canada, Hôtel des encans (Montréal, QC), Les Encans Walker (Ottawa, ON) et Les Encans Heffel, ainsi que pour Le Méridien International (Montréal, QC).